# Sankt Nikolai Kirke (Farup)
 For alternative betydninger, se Sankt Nikolai Kirke. (Se også artikler, som begynder med Sankt Nikolai Kirke)
Sankt Nikolai Kirke er en middelalderlig bygning i den nordlige del af Farup Kirkeby i Kærbøl, ca. 4 km N for Ribe.
Kor og skib blev opført i 1175-1200 af tufsten. Tårnet er rejst i 1932.

## Galleri
- Prædikestol
- Dør bag prædikestol
- Døbefont
- Himmel over døbefont
- Maleri i loftet over alteret
- Mindetavle i våbenhuset
- Præstedøren udefra
- Votivskibet Tordenskjold

## Eksterne kilder og henvisninger
- Wikimedia Commons har flere filer relateret til Sankt Nikolai Kirke (Farup)
- Sankt Nikolai Kirke på KortTilKirken.dk
- Sankt Nikolai Kirke i bogværket Danmarks Kirker (udg. af Nationalmuseet)